# Scorpaena calcarata
Scorpaena calcarata behoort tot het geslacht Scorpaena van de familie van schorpioenvissen. Deze soort komt voor in het westen van de Atlantische Oceaan van North Carolina de Golf van Mexico tot Brazilië op diepten van rondom 0 tot 216 meter. Zijn lengte bedraagt zo'n 13 cm. De vis is giftig.